# Каппельини, Хесус Орландо
Хесус Орландо Каппельини (исп. Jesús Orlando Cappellini; 1925—2011) — аргентинский военный, офицер ВВС. Руководитель попытки военного переворота 18 декабря 1975 года. В 1976—1981 — функционер режима «национальной реорганизации». Привлекался к судебной ответственности за участие в «Грязной войне».

## Предводитель военного мятежа
Родился в семье выходцев из Италии. Служил в аргентинских ВВС. Придерживался крайне правых политических взглядов. Командовал 7-й авиационной бригадой.
18 декабря 1975 года, на фоне социально-экономического кризиса и политического хаоса в стране, Орландо Каппельини возглавил попытку военного путча. По его приказу была захвачена база 7-й авиабригады и радиостанция, взят под арест главнокомандующий ВВС Эктор Луис Фаутарио. Каппельини обратился к генералу Виделе с призывом возглавить «националистическое, революционное, антикоммунистическое, христианское правительство». Однако командование вооружённых сил Аргентины посчитало выступление преждевременным. Авиабаза мятежников подверглась обстрелу с самолётов A-4 «Скайхок» из лояльной правительству 8-й бригады ВВС. Каппельини и его сообщники сдались.

## Служба при военном режиме
24 марта 1976 года генерал Видела возглавил военный переворот и отстранил от власти президента Исабель Перон. Установился правоавторитарный военный режим «национальной реорганизации» — практически тот, которого добивался Каппельини в декабре 1975.
Хесус Орландо Каппельини вернулся на военную службу. В апреле 1976 назначен директором школы военной авиации. Он снова принял командование 7-й авиабригадой. 25 января 1979 года он был назначен начальником службы оперативного командования ВВС. Занимал эту должность до 17 декабря 1981 года. Вышел в отставку в звании бригадира военной авиации.

## До конца «вместе с товарищами»
Хесус Орландо Каппельини не был публичной фигурой, однако дважды после отставки оказывался в центре внимания аргентинской общественности. В 1985 году, при президенте Рауле Альфонсине, он был привлечён как свидетель к процессу над деятелями военной хунты. В 2008 году, при президенте Кристине Киршнер, он был привлечён уже в качестве обвиняемого в преступлениях против человечности: в расположении 7-й бригады ВВС находилась тайная тюрьма. 83-летний Каппельини сам передал себя в руки правосудия, заявив, что намерен «быть вместе со своими товарищами».
Хесус Орландо Каппельини скончался 7 июля 2011 года в итальянском госпитале Буэнос-Айреса.